# Cardiff Castle
Cardiff Castle (kymriska: Castell Caerdydd) är ett slott i Cardiff i Wales.